# Leonardo Boriani
Leonardo Boriani (Varese, 2 giugno 1946) è un giornalista italiano, direttore de «La Padania» dal 2006 al 2011.

## Biografia
Giornalista professionista dal 1974 ha lavorato in vari quotidiani tra cui «La Notte», «L'Indipendente», «Il Giornale», e in seguito alla «Padania» (di cui è stato anche vicedirettore).
Nel 2006 succede a Gianluigi Paragone alla direzione della «Padania», il quotidiano ufficiale della Lega Nord. Resterà alla guida del quotidiano leghista fino al 2011.
Nel gennaio 2013 diventa direttore del quotidiano piemontese «Il Nord Ovest», giornale coinvolto nell'inchiesta che vede indagato l'assessore all'innovazione (Massimo Giordano - Lega Nord) della giunta regionale piemontese guidata da Roberto Cota. Secondo l'inchiesta il quotidiano avrebbe ricevuto somme di danaro dall'assessorato guidato da Giordano per avvantaggiare l'attività politica di questi.. Boriani manterrà la direzione de "Il Nord Ovest" fino al 12 marzo 2013, giorno del suo arresto, legato a vicende precedenti e del tutto separate dal suo arrivo alla guida del quotidiano piemontese.

## Provvedimenti giudiziari
Il 12 marzo 2013  Boriani viene arrestato dalla Direzione Investigativa Antimafia di Milano (Dia), nell'ambito di una indagine per corruzione nell'ambito di un'inchiesta sulle presunte tangenti nella sanità in Lombardia. Nell'ottobre 2013 ha patteggiato una pena di due anni di reclusione.